# Аксель Шульц
Аксель Шульц (нім. Axel Schulz; 9 листопада 1968) — німецький професійний боксер, призер чемпіонатів світу та Європи серед аматорів.

## Аматорська кар'єра
На чемпіонаті Європи 1989 завоював срібну медаль.
- В 1/8 фіналу пререміг Желько Мавровича (Югославія) — 3-2
- У чвертьфіналі переміг Гейра Бена (Норвегія) — 5-0
- У півфіналі переміг Берта Тойхерта (ФРН) — 5-0
- У фіналі програв Арнольду Вандерліде (Нідерланди) — 0-5

На чемпіонаті світу 1989 завоював бронзову медаль.
- В 1/8 фіналу переміг Джона Брея (США) — 22-5
- У чвертьфіналі переміг Васіле Адумітроає (Румунія) — 12-8
- У півфіналі не вийшов через травму проти Фелікса Савона (Куба)

## Професіональна кар'єра
Дебютував на професійному рингу 1990 року і здобув 15 перемог поспіль. 19 грудня 1992 року звів внічию бій за вакантний титул чемпіона Європи за версією EBU у важкій вазі проти британця Генрі Акінванде.
1 травня 1993 року в бою за вакантний титул чемпіона Європи за версією EBU вдруге зустрівся з Генрі Акінванде і зазнав поразки одностайним рішенням суддів.
17 вересня 1994 року здобув перемогу над 41-річним ексчемпіоном світу американцем Джеймсом Смітом. Завдяки цій перемозі Шульц сильно піднявся в рейтингах і був обраний для добровільного захисту чемпіоном світу за версіями WBA і IBF у важкій вазі американцем Джорджем Форманом. Форман, який в попередньому бою відібрав титули у Майкла Мурера, не хотів зустрічатися ні з Мурером в реванші, ні з обов'язковим претендентом від WBA Тоні Такером, тому відмовився від титулу WBA і обрав собі для захисту титулу IBF безпечного, як йому здавалося, Шульца.
Поєдинок між Форманом і Шульцом відбувся 22 квітня 1995 року. Всупереч передматчовим прогнозам німець несподівано зміг створити чемпіону численні проблеми, сам уникаючи небезпечних ударів. Однак, переможцем рішенням більшості суддів все ж став Форман. Оскільки рішення було суперечливим, Міжнародна боксерська федерація наказала провести негайний реванш. Форман не мав ніякого бажання проводити ще один бій з Шульцом, тому відмовився і від титулу IBF.
9 грудня 1995 року у Штутгарті відбувся бій за вакантний титул чемпіона IBF у важкій вазі між Шульцом та південноафриканцем Франсуа Бота. Після вдалого виступу Шульца проти Формана вболівальники у Німеччині вважали його безперечним фаворитом протистояння, втім поєдинок їх розчарував. Бота був активнішим від початку до завершення бою і здобув перемогу рішенням більшості суддів. Шульц вдруге програв бій за звання чемпіона світу. Однак після оприлюднення результатів допінг-тестування, яке Бота провалив, бій був визнаний таким, що не відбувся. Титул IBF залишився вакантним.
22 червня 1996 року у Дортмунді Шульц втретє вийшов на бій за звання чемпіона світу. Його суперником став ексчемпіон світу Майкл Мурер, який і заволодів вакантним титулом IBF, здобувши перемогу розділеним рішенням.